# 나그네 (1937년 영화)
《나그네》는 이규환 각본·감독의 1937년 한국 흑백영화이다.

## 줄거리
어느 어장에서 품팔이로 일하고 있는 복룡(福龍)은 한 해의 두 철, 즉 한창 바쁠 때에 고기잡이 일을 마치고 집에 돌아가는 길이었다. 오랫동안 기다리고 있는 젊고 아리따운 아내와 귀염둥이 자식을 보러 발걸음을 재촉한다. 그의 아버지 성팔(成八)은 밀양강의 나룻배꾼 노릇을 생업으로 삼고 있었다. 완고하고 인색하여 마을 사람들은 그를 몹시 미워하고 업신여겼다. 그것이 젊은 복룡으로는 견딜 수 없는 괴로움이었고, 때로는 부자(父子)간에 의견 대립을 불러 일으키는 원인이 되기도 했었다. 이러한 아버지 성팔이가 어느날 '의문의 죽음'을 당하고 돈마저 빼앗겼다. 남편 복룡이 일하러 어장에 간 사이여서, 홀로 남겨진 며느리 옥희(玉姬)는 어린애의 약값도 치르지 못하고 심한 곤경에서 허덕여야 했다. 바로 그럴 즈음, 평소에 옥희를 넘보던 이발사 삼수(三壽)는 옥희에게 어린애 약값을 주면서 슬쩍 자기 집으로 유혹한다. 바야흐로 옥희의 정조가 깨어지려는 순간, 남편 복룡이가 고향 마을에 들어서서 아내를 찾는다. 아내가 삼수네 집에 갔음을 알자 허겁지겁 달려가 아내를 구한다. 삼수와 격투끝에 그를 죽이고 만다. 알고 본즉 아버지 성팔을 죽인 범인도 삼수였다. 그러나 복룡은 살인을 저지른 몸이기에 법의 심판을 받기 위해 머나먼 인생의 나그네길에 오른다. 아내 옥희는 눈물에 젖은 채 남편을 배웅하고 있었다.

## 개요
이규환이 다섯 번째로 연출한 작품으로, 그가 일본에서 영화 수업을 했을 때의 일본인 스승 스즈키(鈴木重吉)와 제휴하여 합작형식으로 만든 작품이다.
이규환은 <임자없는 나룻배> 에서 보였던 것과 같은 서민층의 애환을 한층 더 서정적으로 표현했으며, 인간의 내면적 진실을 날카롭게 파헤쳤다. 발성영화 시대의 최고 수작(秀作)으로 꼽을 수 있는 작품이다.

## 출연
- 문예봉
- 박재행